# Ełk
Ełk (německy Lyck, pruština Luks, Łek) je město v severovýchodním Polsku, ve Varmijsko-mazurském vojvodství v oblasti Pojezierze Ełckie. Podle údajů z roku 2024 žilo ve městě 59 463 obyvatel. Ełk leží na břehu Ełckého jezera a protéká tudy řeka Ełk, která se později vlévá do řeky Biebrzy. Město je hlavním obchodním i turistickým centrem regionu.

## Památky
- Katedrála svatého Vojtěcha

## Významní rodáci
- Siegfried Lenz (1926–2014), německý spisovatel

## Partnerská města
- Alytus, Litva
- Galatone, Itálie
- Lida, Bělorusko
- Lorenskog, Norsko
- Nettetal, Německo
- Orbassano, Itálie